# Oreonetides kolymensis
Oreonetides kolymensis är en spindelart som beskrevs av Kirill Yeskov 1991. Oreonetides kolymensis ingår i släktet Oreonetides och familjen täckvävarspindlar. Inga underarter finns listade i Catalogue of Life.